# Ruth Kronen
Ruth Kronen est une flûtiste et professeure de musique allemande.

## Biographie
Ruth Kronen a étudié la flûte avec Konrad Hünteler aux académies de musique de Cologne, Münster et Aachen, ainsi qu'avec Charles Dagnino à Metz.
Elle a terminé ses études avec l'examen pédagogique et l'examen de maturité artistique et travaille comme professeur de musique au Conservatoire de Cologne.
Elle interprète la Sonate pour flûte et piano de Mel Bonis à la flûte, avec Friedwart Goebels au piano.
Elle fait partie de l'ensemble Mel Bonis à partir de 1998.

## Sources
- Étienne Jardin, Mel Bonis (1858-1937) : parcours d'une compositrice de la Belle Époque, 2020 (ISBN 978-2-330-13313-9 et 2-330-13313-8, OCLC 1153996478, lire en ligne)